# Physalaemus obtectus
Physalaemus obtectus är en groddjursart som beskrevs av Werner C.A. Bokermann 1966. Physalaemus obtectus ingår i släktet Physalaemus och familjen Leiuperidae. IUCN kategoriserar arten globalt som otillräckligt studerad. Inga underarter finns listade i Catalogue of Life.